# Панола (окръг, Мисисипи)
Окръг Панола (на английски: Panola County) е окръг в щата Мисисипи, Съединени американски щати. Площта му е 1826 km², а населението - 34 274 души (2000). Административни центрове са градовете Бейтсвил и Сардис.